# Linköpings Hockey Club
Il Linköpings HC, noto anche con i soprannomi LHC e Cluben, è un club di hockey su ghiaccio con sede a Linköping, in Svezia.
Dalla stagione 2004-2005 la squadra disputa le proprie partite interne presso il Cloetta Center, che ha sostituito la Stångebro Ishall.

## Storia
Fondato il 4 agosto 1976 sulle ceneri del vecchio club BK Kenty (attivo dal 1932 al 1976), ha disputato la sua prima stagione in Elitserien in occasione del torneo 1999-2000, ma la retrocessione fu immediata al termine della stagione.
Dal 2001-2002 ad oggi milita ininterrottamente nel massimo campionato svedese, di cui ha raggiunto le finali scudetto nel 2006-2007 (sconfitta contro il Modo) e nel 2007-2008 (sconfitta contro l'HV71).